# Oberstes Gericht der Ukraine

Gerichtsgebäude (2013)

Das Oberste Gericht der Ukraine (ukrainisch Верховний Суд України) ist das Höchstgericht der Ukraine.
Es hat seinen Sitz im Klow-Palast in Kiew.
Für die Verfassungsgerichtsbarkeit existiert das Verfassungsgericht der Ukraine.

## Geschichte
Das Gericht wurde 1917 nach der russischen Oktoberrevolution gegründet.